# Chien dans la religion

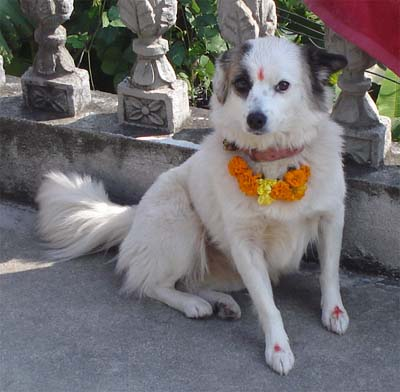
Kukur Tihar est une fête hindoue népalaise spéciale, où les chiens sont vénérés comme véhicule de la divinité Bhairava.

Les chiens ont joué un rôle dans la religion, les mythes, les contes et les légendes de nombreuses cultures. Ils jouent des rôles divers et variés dans des traditions religieuses diversifiées à travers le monde. Ces commentaires sont souvent liés à la nature fidèle et loyale des chiens, en parallèle avec la dévotion de l'homme envers les puissances supérieures.
Dans tous ces contextes religieux, les objectifs concernant les chiens dans la religion vont des représentations emblématiques de vertus telles que la loyauté et la protection, aux enseignements sur la pureté et aux pratiques rituelles qui seront discutées plus en détail dans le contenu de l'article. Des mythologies anciennes aux pratiques spirituelles contemporaines, la présence des chiens a laissé une marque durable sur la conscience collective des humains, reflétant leur aspiration innée à trouver un sens et un lien dans la tapisserie complexe de la foi et de la spiritualité.
À la suite des questions sur l'interaction des animaux avec la religion, Aaron Gross (en) souligne que « bien que l'imagination des animaux et la frontière entre l'homme et l'animal soient fondamentales pour un nombre surprenant de traditions religieuses et pour l'étude académique de la religion en général, cette importance a été largement ignorée ». L'importance des chiens dans la religion transcende les frontières culturelles et traverse les époques, reflétant les thèmes universels de la loyauté, de la protection et de l'orientation.
Dans les mythologies, les chiens servent souvent d'animaux de compagnie ou de chiens de garde. Les histoires de chiens gardant les portes du monde souterrain sont récurrentes dans les mythologies indo-européennes, et pourraient trouver leur origine dans la religion proto-indo-européenne,. L'historien Julien d'Huy a proposé trois lignes narratives liées aux chiens dans la mythologie. La première fait écho au « garde-porte » mentionné plus haut dans les mythologies indo-européennes, c'est un lien avec l’au-delà. Une deuxième est « liée à l'union des humains et des chiens ». Une troisième est liée à l'association des chiens avec l'étoile Sirius. Ces thèmes présentés par d'Huy suggèrent une corrélation entre les archives mythologiques des cultures et les archives génétiques et fossiles liées à la domestication des chiens.
Lisa Kemmerer (en) dans son ouvrage intitulé Animals and World Religion, explore la relation complexe qui existe entre les animaux et les différentes traditions religieuses dans le monde. Les animaux sont perçus, vénérés et utilisés de multiples façons dans le contexte des différentes religions. Les animaux, en particulier les chiens, jouent un rôle important dans les récits, les rituels et le symbolisme religieux, ce qui montre qu'ils servent souvent de métaphores pour des enseignements spirituels. Les chiens ont joué un rôle fascinant et multiforme dans diverses religions à travers l'histoire. Ces animaux loyaux ont été des symboles de fidélité, de protection et même de divinité dans de nombreuses religions. Leur présence dans les récits et les rituels religieux a laissé une empreinte durable dans le paysage spirituel, témoignant du lien profond qui unit l'homme et l'animal.

## Religion aztèque
Les chiens avaient une importance religieuse et symbolique majeure pour les aztèques du Mexique central. Plusieurs anciennes sépultures de chiens ont été découvertes au Mexique. Xolotl, dieu aztèque de la mort, était représenté comme un monstre à tête de chien.

## Tradition chinoise
Le chien est l'un des douze animaux honorés par l'astrologie chinoise. Le deuxième jour du Nouvel An chinois est considéré comme l’anniversaire de tous les chiens et les Chinois prennent souvent soin d'être gentils avec les chiens ce jour-là. En Chine, en Corée et au Japon, les chiens sont considérés comme de gentils protecteurs. Panhu (en) est un chien-dragon qui s'est transformé en homme et a épousé une princesse.
Dans la tradition et le folklore chinois les chiens sont très présents, non seulement dans l'astrologie et la mythologie, mais aussi dans les aspects religieux et culturels. Voici des informations complémentaires sur le rôle des chiens dans la tradition chinoise :
- gardiens des temples et des maisons - Les chiens sont considérés comme des protecteurs et des gardiens dans la culture chinoise. Ils sont souvent représentés à l'entrée des temples, des maisons et d'autres lieux essentiels. Dans la religion populaire chinoise, on croit que les chiens ont la capacité d'éloigner les mauvais esprits et de protéger contre les énergies négatives. Cette tradition d'utiliser les chiens comme protecteurs est profondément ancrée dans la culture chinoise qui souligne leur rôle de symbole de loyauté et de vigilance ;
- selon un article d'Henrieta Hatalova, l'allégorie populaire de Zhuangzi affirme que « le chien n'est pas considéré comme bon selon ses bons aboiements, de même l'homme n'est pas considéré comme vertueux et capable selon ses belles paroles »[8].

Les chiens ont été bannis de Chine malgré les jugements positifs portés sur eux dans la tradition chinoise, pendant plus de 60 ans avant juin 1928. Robert A. Bickers et Jeffrey N. Wasserstrom mentionnent que « la puissance du mot « chien » en tant qu'épithète insultante et déshumanisante en Chine a sans aucun doute exacerbé l'insulte, et a également rendu l'histoire de la formulation scandaleuse de la pancarte d'autant plus plausible ».

## Christianisme

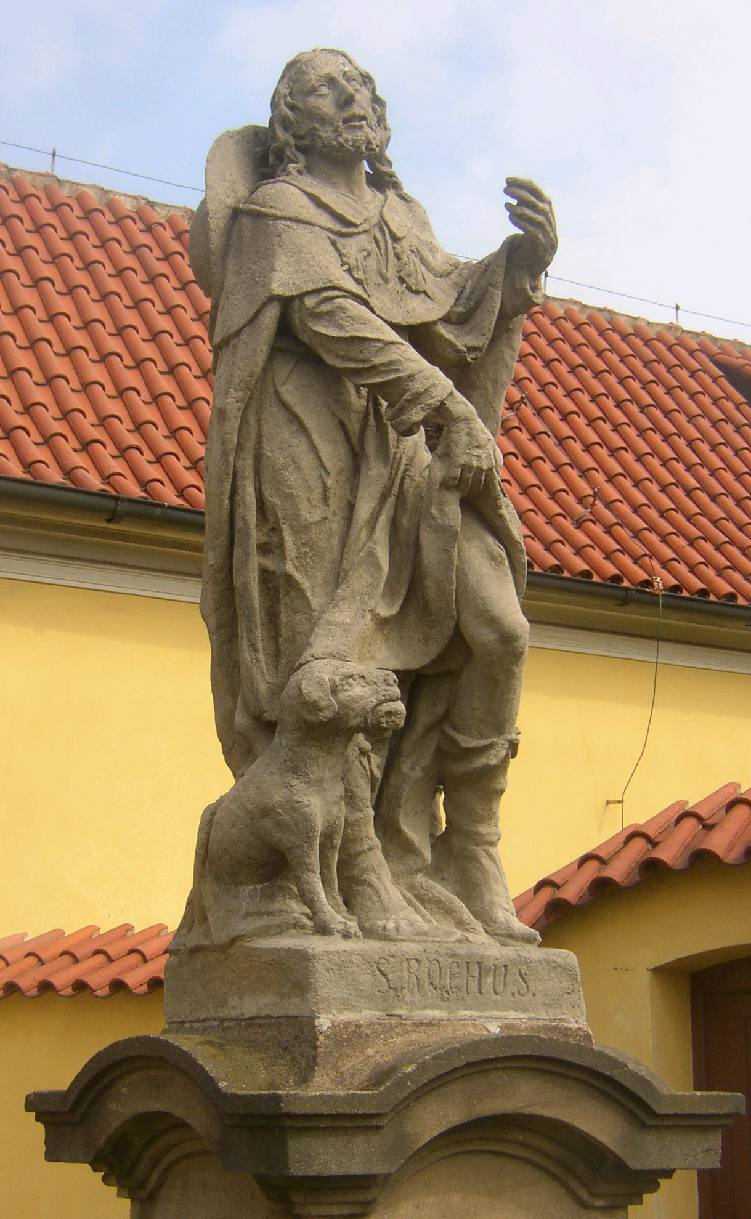
Statue de Saint Roch avec son chien, à Prague, République tchèque.

Dans le christianisme, les chiens représentent la fidélité. Dans le catholicisme romain en particulier, l'iconographie de saint Dominique inclut un chien, après que la mère du saint ait rêvé d'un chien jaillissant de son ventre et soit tombée enceinte peu de temps après. Ainsi, le nom de l'Ordre dominicain (latin ecclésiastique : Dominicainus) est proche de « chien du Seigneur » (latin ecclésiastique : Domini canis). Dans le folklore chrétien, le sinistre de l'église prend souvent la forme d'un chien noir qui garde les églises chrétiennes et leurs cimetières contre les sacrilèges.
Le Livre deutérocanonique de Tobie mentionne un chien qui accompagne fidèlement Tobie, le fils de Tobie, et l'ange Raphaël dans leurs voyages.
Jésus a raconté l'histoire du pauvre Lazare, dont les plaies étaient léchées par les chiens des rues. On considère traditionnellement que cette histoire montre la situation misérable de Lazare.
L'Église catholique romaine reconnaît Saint Roch (également appelé Saint Rocco), qui a vécu au début du XIVe siècle en France, comme le saint patron des chiens. On raconte qu'il a attrapé la peste alors qu'il faisait œuvre de charité et qu'il s'est retiré dans la forêt, s'attendant à mourir. Là, il se lia d'amitié avec un chien qui lécha ses plaies et lui apporta de la nourriture, et il put se rétablir. La fête de la Saint Roch, le 16 août, est célébrée en Bolivie comme « l'anniversaire de tous les chiens ».
Saint Guinefort est le nom donné à un chien qui a été vénéré localement comme un saint populaire dans un sanctuaire français du XIIIe au XXe siècle.
Un chien noir et blanc est parfois utilisé comme symbole informel de l'Ordre dominicain des frères, des religieuses et des moniales. Il s'agit d'un jeu de mots latin : bien que le nom de l'ordre soit en fait celui des frères prêcheurs (Ordo Praedicatórum, ordre des prêcheurs), il est généralement appelé l’Ordre Dominicain (d'après saint Dominique, leur fondateur) ; et Dómini canes en latin signifie « les chiens du Seigneur ».
En 2017, un couvent franciscain a adopté un chien schnauzer, et l'a baptisé Friar Carmelo. Des photos de Friar Carmelo vêtu d'un pelage sont devenues virales sur Internet.

## Religion égyptienne antique

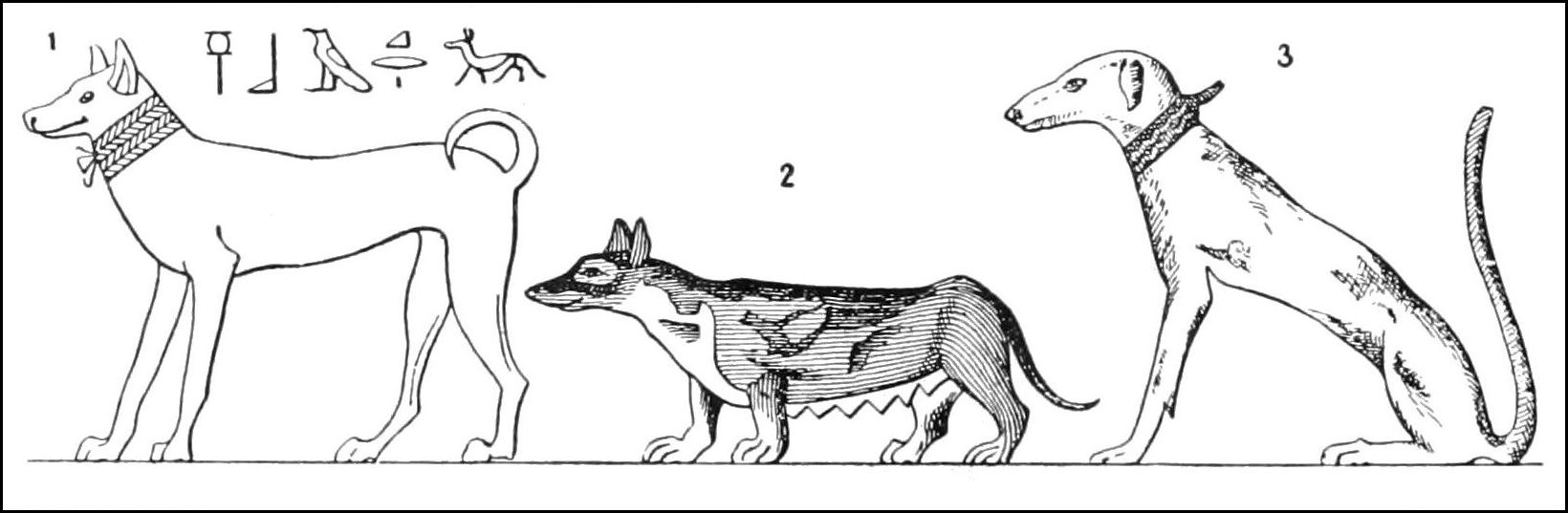
Chiens de l’Égypte ancienne.

Les Égyptiens de l'Antiquité sont souvent plus associés aux chats sous la forme de Bastet, mais les chiens ont un rôle sacré et représentent un symbole important dans l'iconographie religieuse.
Les chiens étaient associés à Anubis, le dieu du monde souterrain à tête de chacal. Tout au long de leur utilisation, les catacombes d'Anubieion à Saqqarah ont parfois été le théâtre de l'enterrement de chiens. Anupet était la contrepartie féminine de son mari, Anubis ; elle était souvent représentée sous la forme d'un chacal en gestation ou en train d'allaiter, ou d'un chacal maniant des couteaux.
On trouve d'autres chiens dans la mythologie égyptienne. Am-Heh était un dieu mineur du monde souterrain. Il était représenté comme un homme à tête de chien de chasse qui vivait dans un lac de feu. Duamutef était à l'origine représenté comme un homme enveloppé dans des bandages de momie. À partir du Nouvel Empire, il est représenté avec une tête de chacal. Oupouaout était représenté comme un loup ou un chacal, ou comme un homme à tête de loup ou de chacal. Même lorsqu'il était considéré comme un chacal, Wepwawet était généralement représenté avec une fourrure grise ou blanche, reflétant ses origines lupines. Khentamentiou était représenté comme une divinité à tête de chacal à Abydos en Haute-Égypte, qui montait la garde sur la cité des morts.
Certaines des premières civilisations connues de l'humanité présentent des liens historiques entre les chiens et la religion. Dans l'Égypte ancienne, les chiens étaient vénérés et associés à Anubis, le dieu de la momification et de l'au-delà, souvent représenté avec une tête de chien. Cette association reflète la croyance en la capacité du chien à guider les âmes vers l'au-delà. Ernest Alfred Thompson Wallis Budge explique que « l'homme primitif égyptien devait vénérer les animaux… parce qu'ils possédaient une force, un pouvoir et une ruse supérieurs aux siens, ou parce qu'ils étaient dotés d'une qualité qui leur permettait de lui faire du mal ou de causer sa mort ». Cet aperçu de la mentalité de l'Égypte ancienne permet de comprendre pourquoi certains animaux, dont les chiens, jouaient un rôle important dans leurs pratiques religieuses, et de mettre en lumière les dynamiques culturelles et spirituelles qui sous-tendent le lien historique entre les chiens et la religion.

## Mythologie grecque
Dans le monde classique, les chiens étaient étroitement associés à Hécate. Les chiens étaient sacrés pour Artémis et Arès. Cerbère est un chien de garde à trois têtes et à queue de dragon qui garde les portes de l'Hadès. Lélaps était un chien de la mythologie grecque. Lorsque Zeus était bébé, un chien, connu seulement sous le nom de « chien d'or », protégeait la chèvre Amathée, qui allaitait le futur roi des dieux. Dans le poème épique d'Homère, l’Odyssée, lorsque Ulysse déguisé rentre chez lui après 20 ans, il n'est reconnu que par son fidèle chien, Argos, qui a attendu son retour pendant tout ce temps.
Basées sur la mythologie grecque, parmi les 88 constellations de l'astronomie occidentale, trois représentent également des chiens :
- Canis Major (le Grand Chien, dont l'étoile la plus brillante, Sirius, est également appelée l'Étoile du Chien) ;
- Canis Minor (le petit chien) ;
- Canes Venatici (les chiens de chasse).

## Hindouisme

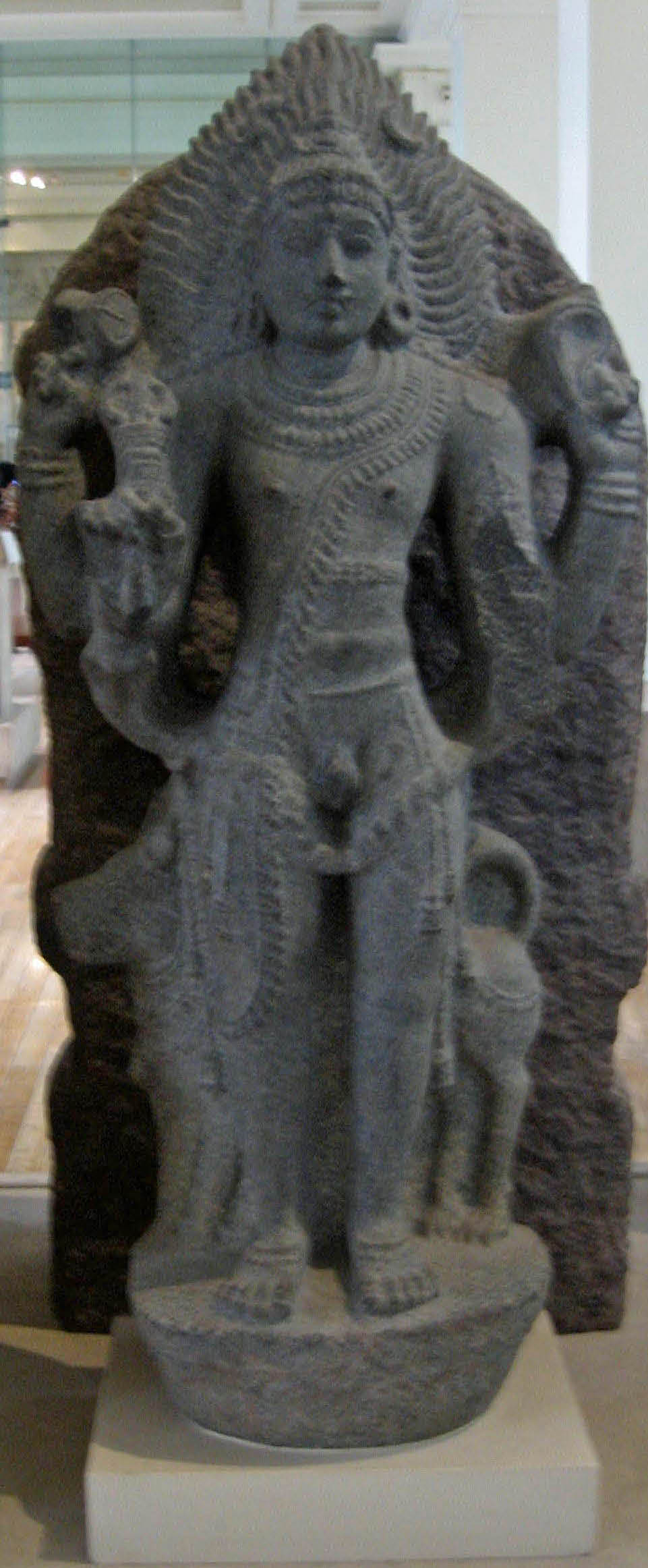
Bhairava avec son chien.

Dans la mythologie hindoue, Yama, le dieu de la mort, possède deux chiens de garde qui ont quatre yeux. On dit qu'ils veillent sur les portes de Naraka. Le dieu chasseur Muthappan de la région du nord de Malabar au Kerala a un chien de chasse comme monture. On trouve des chiens à l'intérieur et à l'extérieur du temple de Muthappan et les offrandes au sanctuaire prennent la forme de figurines de chiens en bronze. Le chien (Shvan) est également le Vāhana ou la monture du dieu hindou Bhairava.
Yudhishthira avait approché le ciel avec son chien qui était le dieu Yama lui-même. Les chiens sont également représentés en arrière-plan dans l'iconographie de divinités hindoues telles que Dattātreya et souvent dans l'iconographie de divinités telles que Khandoba. Dans le Ramayana, il y a un conte d'un chien recevant justice transmis par le roi Rama.

## Islam
Les points de vue sur les chiens dans l’Islam sont mitigés, certaines écoles de pensée les considérant comme impurs.
La majorité des juristes musulmans sunnites et chiites considèrent les chiens comme rituellement impurs. Il est rare que des musulmans pratiquants aient des chiens comme animaux de compagnie. Toutefois, la majorité des musulmans acceptent de toucher et de caresser des chiens à condition qu'ils soient complètement secs, car le fait de toucher des chiens secs est censé les débarrasser de leurs impuretés. En Grande-Bretagne, les chiens renifleurs de la police sont utilisés avec précaution et ils ne sont pas autorisés à toucher les passagers, mais uniquement leurs bagages. Ils sont tenus de porter des chaussons en cuir pour chiens lorsqu'ils pénètrent dans des mosquées ou des maisons musulmanes pour les fouiller.

Il y a plusieurs traditions concernant l'attitude de Mahomet à l'égard des chiens. Selon un hadîth présenté dans le Al-Muwatta, il a déclaré que la compagnie des chiens, sauf en tant qu'aides à la chasse, à l'élevage et à la protection de la maison, annulait une partie des bonnes actions d'un musulman. D'un autre côté, il préconisait la bienveillance envers les chiens et les autres animaux,. Abu Huraira a raconté que le prophète a dit :

« Alors qu'un homme se promenait, il eut soif et descendit dans un puits pour y boire de l'eau. En sortant du puits, il vit un chien qui haletait et mangeait de la boue à cause d'une soif excessive. L'homme se dit : « Ce chien souffre du même problème que moi ». Il descendit donc dans le puits, remplit sa chaussure d'eau, la saisit avec ses dents, remonta et abreuva le chien. Allah le remercia de sa bonne action et lui pardonna. Les gens demandèrent : Ô apôtre d'Allah, y a-t-il une récompense pour nous si nous servons le chien ? Y a-t-il une récompense pour nous dans le service des animaux ? Il répondit : « Oui, il y a une récompense pour le service de tout être vivant. »

 La relation historique entre les chiens et l'islam est complexe et influencée par des facteurs culturels plutôt que purement religieux. Toutefois, ces facteurs ne sont pas tous alignés sur les enseignements fondamentaux de l'islam. Par exemple, la perception négative des chiens dans certaines sociétés islamiques remonte aux traditions et mythologies arabes préislamiques. Certaines tribus arabes pensaient que le contact avec les chiens pouvait rendre une personne rituellement impure ou lui porter malheur. Cependant, l'apparition de l'islam a introduit un nouveau cadre religieux et éthique dans la région. Si certains hadîths mentionnent des restrictions concernant la détention de chiens comme animaux de compagnie ou leur fréquentation, ces hadiths ont été interprétés et débattus par divers érudits et écoles de pensée islamiques. Dans le contexte de l'islam, les chiens sont considérés comme najis (rituellement impurs), par certains érudits, mais ce point de vue n'est pas universellement accepté. Selon une étude menée par Vera Subasi, « un mufti nommé par l'État ou un imam autoproclamé déclarait que les chiens étaient des animaux impurs et les gens qui en avaient assez de la forte population canine dans leur ville ou leur village, due à des portées non désirées, les abattaient ou les empoisonnaient ». Toutefois, dans une revue rédigée par Jenny Berglund, il est affirmé que « des signes montrent que les attitudes à l'égard des chiens changent dans certaines sociétés musulmanes. L'un de ces signes est qu'un nombre croissant de personnes dans les pays musulmans élèvent maintenant des chiens comme animaux de compagnie ». Il existe une diversité d'opinions parmi les juristes islamiques, et de nombreux musulmans interagissent avec des chiens et d'autres animaux tout en observant des pratiques d'hygiène. En outre, d'autres hadiths et enseignements islamiques soulignent l'importance de la compassion et de la gentillesse envers les animaux, y compris les chiens.

## Judaïsme
La question de savoir si la loi rabbinique juive autorise la détention de chiens comme animaux de compagnie est controversée. Les sources bibliques et rabbiniques comportent de nombreuses références qui associent les chiens à la violence et à la malpropreté et qui désapprouvent le fait d'avoir des chiens comme animaux de compagnie ou de les garder chez soi. Les chiens sont dépeints de manière négative dans la Bible hébraïque et dans le Talmud, où ils sont principalement associés à la violence et à la malpropreté. Le Deutéronome 23 : 18 semble assimiler les chiens à la prostitution, et le Livre des Rois décrit des chiens qui se nourrissent de cadavres. Les Psaumes décrivent les chiens comme des bêtes qui s'acharnent sur les êtres humains.
Cette vision négative des chiens se retrouve également dans le Talmud, qui décrit les personnes élevant des chiens comme maudites. En juillet 2019, tous les rabbins séfarades de la ville israélienne d'El'ad ont signé un décret interdisant les chiens dans la ville, au motif que « comme l'expliquent le Talmud et le Rambam, toute personne élevant un chien est maudite ». La même année, le rabbin de Holon, Avraham Yosef, aurait également déclaré : « Je ne trouve aucune raison d'autoriser l'élevage d'un chien, quel qu'il soit, de quelque manière que ce soit ».
La Mishné Torah dit que les chiens doivent être enchaînés parce qu'ils sont connus pour causer fréquemment des dégradations. Le Choulhan Aroukh précise que seuls les chiens malfaisants doivent être attachés et enchaînés. Le rabbin et talmudiste du XVIIIe siècle, Jacob Emden autorise les chiens pour des raisons économiques ou de sécurité, mais affirme qu'avoir un chien uniquement pour le plaisir était « précisément le comportement des incirconcis ».
Le judaïsme n'autorise pas la négligence ou la maltraitance d'un animal vivant. La loi juive stipule que tout animal détenu doit être nourri et que des dispositions pour le nourrir doivent être prises avant qu'il ne soit obtenu. Cette règle s'applique également aux chiens,.
Bien qu'il existe des références négatives aux chiens dans les sources bibliques et rabbiniques, la perspective juive sur les chiens est multiforme. Si les chiens sont associés à la violence et à la malpropreté dans certains passages, ces représentations ne sont pas exhaustives. Pour comprendre la complexité de ces attitudes, il faut examiner comment des interprétations spécifiques et des facteurs culturels ont influencé la perception des chiens au fil du temps. Selon Ackerman-Lieberman et ses collègues, la loi juive interdit la négligence ou la maltraitance de tout animal vivant, y compris les chiens, et souligne l'importance des soins appropriés et de la responsabilité à l'égard des animaux au sein de la communauté juive. Kenneth Stow rapporte dans son livre quelques dictons sur l'imagerie des chiens dans la communauté juive. Il mentionne que « la métaphore du chien juif et l'anxiété qui l'accompagne, qui représente ce chien comme une menace, se sont imposées ». En outre, des phrases telles que « retourner à leur vomi [comme un chien] » et « les chiens ont mutilé le corps de la victime » ressemblent également aux mauvaises habitudes d'un chien, et donc aussi à des jugements négatifs.

## Levant
Lors de fouilles archéologiques, le cimetière canin d'Ashkelon a été découvert dans la couche datant de l'époque où la ville faisait partie de l'empire perse. On pense que les chiens ont pu jouer un rôle sacré, mais les preuves ne sont pas concluantes.

## Mésopotamie
Dans la Mésopotamie antique, de la période babylonienne ancienne jusqu'à la période néo-babylonienne, les chiens étaient le symbole de Ninisina, la déesse de la guérison et de la médecine, et ses adorateurs lui dédiaient fréquemment de petits modèles de chiens assis. Aux époques néo-assyrienne et néo-babylonienne, les chiens étaient utilisés comme symboles de protection magique.
Il existe un temple à Isin, en Mésopotamie, nommé é-ur-gi7-ra, ce qui se traduit par « niche à chien ». Enlilbani, un roi de la première dynastie babylonienne d'Isin, a commémoré le temple à la déesse Ninisina. Bien que l'on ne connaisse que peu de détails à ce sujet, il y a suffisamment d'informations pour confirmer l'existence d'un culte canin dans cette région. Habituellement, les chiens n'étaient associés qu'au culte de Gula, mais certaines informations, comme la commémoration d'Enlilbani, suggèrent que les chiens étaient également importants pour le culte de Ninisina, Gula étant une autre déesse étroitement associée à Ninisina. Plus de trente sépultures de chiens, de nombreuses sculptures de chiens et des dessins de chiens ont été découverts lors de la fouille de la zone entourant le temple de Ninisina. Dans le culte Gula, le chien était utilisé dans les serments et était parfois considéré comme une divinité. À l'instar de l'Égypte ancienne, la Mésopotamie ancienne symbolisait la déesse Gula par un chien, soulignant ainsi le rôle de l'animal dans la guérison et la protection. Les Grecs de l'Antiquité avaient également leur propre divinité canine, Hécate, associée à la magie, aux carrefours et au monde souterrain. Ces premières associations religieuses soulignaient le rôle des chiens en tant que protecteurs, guides et gardiens du monde spirituel, mettant ainsi l'accent sur la signification spirituelle qu'on leur attribuait. En outre, l'étude de Robert Rollinger et d'autres chercheurs affirme que « les chiens sont devenus l'emblème de la déesse de la guérison ». Malgré le fait que certaines associations considèrent les chiens comme bénéfiques pour la santé, il n'en reste pas moins qu'ils ne sont pas des animaux de compagnie.
A. R. George indique que « le destinataire divin est couvert d'éloges avec des épithètes conventionnelles, est prié d'accepter une offrande de nourriture, est supplié de faire preuve de bonté envers le champ dans lequel se trouve manifestement l'exorciste, et encouragé à se débarrasser des chiens de Ninkilim ». En outre, Robert Rollinger et ses collègues chercheurs ont également noté que « les textes sumériens et akkadiens dépeignent souvent le chien de manière très négative, le présentant comme un animal dangereux et imprévisible ». Les chiens étaient représentés comme étant la cause d’horreur ou du désavantage dans la nature.
Deux chiens à quatre yeux gardent le pont de Chinvat dans la mythologie persane.

## Nordique
Dans la mythologie nordique, un chien sanglant à quatre yeux appelé Garmr garde Hel. Fenrir est un loup géant, enfant du dieu nordique Loki, dont on a prédit qu'il tuerait Odin lors des événements de Ragnarök.

## Philippines
Kaimat, l'animal de compagnie de Tadaklan, le dieu du tonnerre, est responsable de la foudre dans la mythologie philippine.

## Pays de Galles
Dans la mythologie galloise, Annwvyn est gardée par le chien Cŵn Annwn.

## Zoroastrisme
Dans le zoroastrisme, le chien est considéré comme une créature particulièrement bienfaisante, propre et juste, qu'il faut nourrir et dont il faut prendre soin. Le chien est loué pour le travail utile qu'il accomplit au sein du foyer mais il est également considéré comme ayant des vertus spirituelles particulières. Les chiens sont associés à Yama, qui garde les portes de l'au-delà avec ses chiens, comme dans l'hindouisme. Le regard d'un chien est considéré comme purificateur et chasse les daevas (démons). Le chien est également considéré comme ayant un lien particulier avec l'au-delà : dans les écritures zoroastriennes, le pont Chinwad qui mène au ciel serait gardé par des chiens et les chiens sont traditionnellement nourris en commémoration des morts. Ihtiram-i sag, « respect du chien », est une injonction courante parmi les villageois zoroastriens iraniens.
On trouve des prescriptions détaillées sur le traitement approprié des chiens dans le Vendidad (une des écritures saintes zoroastriennes Avesta), en particulier dans les chapitres 13, 14 et 15, où des punitions sévères sont imposées pour le mal infligé à un chien et où les fidèles sont tenus d'aider les chiens, qu'ils soient domestiques ou errants, de diverses manières ; souvent, l'aide ou le mal fait à un chien est assimilé à l'aide ou au mal fait à un être humain. Le meurtre d'un chien (« un chien de berger, ou un chien domestique, ou un chien Vohunazga [c'est-à-dire errant], ou un chien dressé ») est considéré comme entraînant la damnation dans l'au-delà. Un propriétaire est tenu de s'occuper d'une chienne en gestation qui se trouve à proximité de sa maison, au moins jusqu'à la naissance des chiots (et dans certains cas jusqu'à ce que les chiots soient suffisamment âgés pour s'occuper d'eux-mêmes, à savoir six mois). Si le propriétaire n'aide pas la chienne et qu'il en résulte un préjudice pour les chiots, « il paiera pour cela la peine de l'homicide volontaire », car « Atar (le Feu), le fils d'Ahura Mazda, veille aussi bien (sur une chienne gestante) que sur une femme ». C'est aussi un péché majeur si un homme fait du mal à un chien en lui donnant des os trop durs qui restent coincés dans sa gorge, ou de la nourriture trop chaude qui lui brûle la gorge. Donner de la mauvaise nourriture à un chien est aussi mauvais que servir de la mauvaise nourriture à un humain. Les croyants sont tenus de prendre soin d'un chien dont l'odorat est endommagé, d'essayer de le guérir « de la même manière qu'ils le feraient pour un fidèle » et, s'ils échouent, de l'attacher pour éviter qu'il ne tombe dans un trou ou dans un marais et qu'il soit blessé.
Selon la Vendidad et la pratique traditionnelle zoroastrienne, les chiens se voient attribuer certaines cérémonies funéraires analogues à celles des humains. Dans la Vendidad, il est dit que les esprits d'un millier de chiens morts se réincarnent dans une seule loutre (« chien d'eau »), de sorte que le meurtre d'une loutre est un crime terrible qui entraîne la sécheresse et la famine sur la terre et doit être expié soit par la mort du tueur, soit par l'accomplissement par le tueur d'une très longue liste d'actes considérés comme pieux, y compris la guérison des chiens, l'élevage des chiots, le paiement d'amendes aux prêtres, ainsi que la mise à mort d'animaux considérés comme nuisibles et impies (chats, rats, souris et diverses espèces de reptiles, d'amphibiens et d'insectes).
Le Sagdid est une cérémonie funéraire au cours de laquelle un chien est amené dans la pièce où repose le corps afin qu'il puisse le regarder. « Sagdid » signifie « vue du chien » dans la langue moyen-persane des ouvrages théologiques zoroastriens. La cérémonie est censée apporter divers bienfaits spirituels. On pense qu'à l'origine, l'objectif était de s'assurer que la personne était bien morte, car les sens plus aigus du chien étaient capables de détecter des signes de vie qui auraient pu échapper à un être humain. Un chien « à quatre yeux », c'est-à-dire un chien avec deux taches sur le front, est préféré pour le sagdid,.
Les rites traditionnels impliquant des chiens ont été décriés par les zoroastriens réformistes depuis le milieu du XIXe siècle, et ils les ont complètement abandonnés à la fin du XXe siècle. Même les zoroastriens traditionalistes ont tendance à restreindre considérablement ces rites de nos jours (fin du XXe siècle – début du XXIe siècle).

## Perspectives contemporaines
Les perspectives contemporaines sur les chiens dans les différentes religions reflètent aujourd'hui une diversité d'attitudes et de pratiques. Si de nombreuses traditions religieuses continuent d'avoir des points de vue nuancés sur les chiens, il existe des exemples d'interprétations évolutives et plus inclusives. Dans l'islam, par exemple, certains musulmans sont devenus plus réceptifs aux chiens en tant qu'animaux de compagnie, reconnaissant l'importance de la compassion et de la gentillesse envers les animaux, comme le soulignent le Coran et les Hadiths. Dans le judaïsme, les représentations négatives des chiens dans les textes antérieurs sont tempérées par une prise de conscience de la responsabilité de prendre soin des animaux et de les traiter correctement. Toutefois, ces changements contemporains ne sont pas uniformes chez tous les adeptes, et des perspectives traditionnelles persistent encore dans certains cercles. Cette évolution des croyances met en évidence l'interaction dynamique entre les traditions religieuses, les contextes culturels et les considérations éthiques contemporaines concernant nos compagnons à quatre pattes, également connus sous le nom de « meilleur ami de l'homme ».

## Voir également
- Chien dans les mythes et légendes
- Chien dans la culture
- Loup dans la culture
- Chien (astrologie chinoise)
- Chien dans la mythologie chinoise
- Chien dans le folklore et les mythes mésoaméricains
- Amarok/Amaguq (mythologie inuite)
- Anubis
- Chien noir (Grande-Bretagne)
- Black Shuck (en) (Est de l'Angleterre)
- Cerbère
- Church Grim (en) (Angleterre)
- Dip (en) (Catalogne)
- Gwyllgi (en) (Pays de Galles)
- Gytrash (en) (Nord de l'Angleterre)
- Chien de l'enfer (en)
- Inugami (folklore)
- Moddey Dhoo (Ile de Man)
- Temple des dix-huit seigneurs (en) (Taiwan)